# دره دریاچه‌ها
دره دریاچه‌ها (به لاتین: Valley of the Lakes) یک دره در مغولستان است که در استان بایان‌خونگور واقع شده‌است.